# District de Brigue
Le district de Brigue, appelé en allemand Bezirk Brig et dont le chef-lieu est Brigue-Glis, est un des treize districts du canton du Valais en Suisse.

## Liste des communes
Voici la liste des communes composant le district avec, pour chacune, sa population.
| Nom          | N° OFS | Population (décembre 2022) |
| ------------ | ------ | -------------------------- |
| Brigue-Glis  | 6002   | +013 642,                  |
| Eggerberg    | 6004   | +000317,                   |
| Naters       | 6007   | +010 484,                  |
| Ried-Brig    | 6008   | +002 183,                  |
| Simplon      | 6009   | +000290,                   |
| Termen       | 6010   | +001 152,                  |
| Zwischbergen | 6011   | +0 00073,                  |
| Total        | Total  | +028 141,                  |

## Héraldique
| Blason | Blasonnement : « D'or à l'aigle de sable, couronnée, becquée, languée, membrée et dragonnée de gueules. » |